# Первомайське (Мендикаринський район)
Первома́йське (каз. Первомай) — село у складі Мендикаринського району Костанайської області Казахстану. Адміністративний центр Первомайського сільського округу.
Населення — 1873 особи (2021; 2217 у 2009, 2303 у 1999, 2967 у 1989).